# Zofenopryl

Zofenoprylat – aktywny metabolit zofenoprylu

Zofenopryl – wielofunkcyjny organiczny związek chemiczny, wykorzystywany jako lek z grupy inhibitorów konwertazy angiotensyny (ang. Angiotensin Converting Enzyme Inhibitors, ACEI) o właściwościach kardioprotekcyjnych, stosowany głównie w terapii nadciśnienia tętniczego. W niektórych badaniach zofenopryl wykazał większą efektywność w stosunku do starszych leków hipotensyjnych takich jak atenolol czy enalapryl, a także wykazywał mniej działań obocznych. W Polsce dostępny w formie soli wapniowej pod nazwą Zofenil (producent Berlin-Chemie AG).

## Inhibitory konwertazy angiotensyny
Inhibitory ACE są stosowane w monoterapii i leczeniu skojarzonym nadciśnienia tętniczego. Grupa tych leków charakteryzuje się długotrwałym efektem hipotensyjnym, łagodnym początkiem działania i brakiem odruchowej tachykardii. Dotychczasowe obserwacje kliniczne wskazują na zasadność ich podawania w jednej dawce dobowej (większość preparatów), ułatwiającej systematyczne prowadzenie farmakoterapii nadciśnienia tętniczego. Skuteczność hipotensyjną leków z tej grupy potwierdzają wyniki badań klinicznych, w których wykorzystano metodę całodobowego monitorowania ciśnienia tętniczego.
Zastosowanie inhibitorów ACE w leczeniu pacjentów z dławicą piersiową lub po zawale serca ma ponadto najwyższy stopień rekomendacji (IA) Europejskiego Towarzystwa Kardiologicznego (ESC). Do wskazań takiej terapii zalicza się także: frakcja wyrzutowa lewej komory < 40%, bezobjawowa dysfunkcja lewej komory, cukrzyca, przewlekła choroba nerek. Natomiast podawania inhibitorów ACE pacjentom z chorobą wieńcową, niezależnie od współistnienia innych czynników, jest uważane za opcjonalne, co oznacza stopień rekomendacji II według wytycznych ESC. Istnieją też oczywiście bezwzględne przeciwwskazania do stosowania inhibitorów ACE, takie jak: ciąża, obustronne zwężenie tętnic nerkowych czy uczulenie na leki. Mimo wspólnego mechanizmu działania nie wszystkie ACEI działają tak samo. Różnią się one siłą hamowania, szczególnie na poziomie tkanek, a zwłaszcza tkanek serca. To z kolei przekłada się na stopień skuteczności ochrony narządu.

## Działanie
Zofenopryl jest długo działającym inhibitorem ACE, który charakteryzuje się lipofilnym charakterem i stosunkowo dużą objętością dystrybucji. Ponadto większa koncentracja tkankowa zofenoprylu pozwala na skuteczną kontrolę ciśnienia tętniczego po podaniu pojedynczej dawki dobowej leku w porównaniu z innymi lekami. Trwałe działanie przeciwnadciśnieniowe jest miarą porównywalnego tkankowego efektu ochronnego zofenoprylu.
Zofenopryl ma pewne cechy różniące go od innych inhibitorów ACE, mogące warunkować jego trwałe kardioprotekcyjne właściwości. Zofenopryl jest tzw. prolekiem, niemal w całości aktywowanym w tkankach w przeciwieństwie do innych inhibitorow ACE, które ulegają przemianom głównie w nerkach i osoczu. Wysoka lipofilność warunkuje dużą penetrację leku oraz silne i długotrwałe hamowanie konwertazy angiotensyny na poziomie tkankowym, zwłaszcza w obrębie miokardium i środbłonka naczyń krwionośnych. Grupa sulfhydrylowa (-SH) pozwala eliminować wolne rodniki, a także zwiększać dostępność tlenku azotu, co zapewnia efekty antyoksydacyjne, przeciwzapalne, przeciwmiażdżycowe oraz zapobiega niedokrwieniu. Ponadto wykazano, że inhibitory ACE zawierające grupę -SH utrzymują własności kardioprotekcyjne nawet w obecności inhibitorów cyklooksygenazy, w przeciwieństwie do innych inhibitorów ACE.

## Wskazania do stosowania
Zofenopryl jest przeznaczony do leczenia łagodnego i umiarkowanego samoistnego nadciśnienia tętniczego. Zofenopryl może być stosowany także w leczeniu wczesnej fazy ostrego zawału serca z objawami niewydolności serca lub bez nich. Jak wynika z badań (SMILE) powinien być to lek I rzutu u pacjentów z niewydolnością serca, którego działanie nie ulega osłabieniu w połączeniu z ASA (kwasem acetylosalicylowym). Wnioski z przeprowadzonych badań klinicznych wskazują ponadto, że zastosowanie ACEI w ciągu pierwszych 24 godzin po zawale mięśnia sercowego zwiększa szanse na przeżycie. Korzyści w zastosowaniu takiej terapii zależą jednak od wyboru leku. Zofenopryl jest silniej powiązany z sercową ACE i mniej zależny od bradykininy, co zwiększa siłę pierwotnej kardioprotekcji przez redukcję ryzyka ciężkiego nadciśnienia tętniczego. W związku z tym wczesne podanie ACEI u chorych po zawale mięśnia sercowego jest skuteczne, ale powinno opierać się na wyborze najbardziej odpowiedniego leku, którym prawdopodobnie jest zofenopryl.

## Przeciwwskazania
- Nadwrażliwość na sól wapniową zofenoprylu, inne inhibitory ACE lub którykolwiek składnik produktu leczniczego.
- Epizod obrzęku naczynioruchowego związany z leczeniem inhibitorami ACE.
- Wrodzony / idiopatyczny obrzęk naczynioruchowy.
- Ciężka niewydolność wątroby.
- Obustronne zwężenia tętnic nerkowych lub jednostronne zwężenie tętnicy nerkowej w przypadku jedynej czynnej nerki.
- Ciąża i karmienie piersią.
- U kobiet w wieku rozrodczym, jeśli nie stosują skutecznej antykoncepcji.
- U dzieci, ponieważ bezpieczeństwo i skuteczność stosowania zofenoprylu u dzieci nie zostały do chwili obecnej ustalone.

## Specjalne ostrzeżenia i środki ostrożności
- Niedociśnienie tętnicze: Podobnie jak inne inhibitory ACE, również Zofenil może powodować poważne spadki ciśnienia krwi, zwłaszcza po podaniu pierwszej dawki. Objawowa hipotonia rzadko występuje u pacjentów z niepowikłanym nadciśnieniem tętniczym. Bardziej prawdopodobne jest jej wystąpienie u pacjentów odwodnionych na skutek przyjmowania leków moczopędnych, ograniczonej podaży soli w diecie, dializoterapii, wymiotów lub biegunek. Powikłanie to opisywano głównie u pacjentów z ciężką niewydolnością krążenia, ze współistniejącą niewydolnością nerek lub bez niej. Prawdopodobieństwo wystąpienia hipotonii jest większe u pacjentów leczonych dużymi dawkami diuretyków pętlowych oraz tych, u których stwierdza się hiponatremię lub zaburzenia czynności nerek. U tych pacjentów terapię należy rozpoczynać pod ścisłym nadzorem lekarskim, najlepiej w warunkach szpitalnych, od mniejszych dawek, ostrożnie zwiększając dawkowanie w późniejszym okresie. Jeżeli to możliwe na początku leczenia należy na pewien czas przerwać podawanie leków moczopędnych. Postępowanie takie należy rozważyć także w przypadku pacjentów z dusznicą bolesną i chorobami naczyń mózgowych, u których nagły spadek ciśnienia tętniczego może stwarzać zagrożenie wystąpienia zawału serca lub udaru mózgu. W przypadku wystąpienia hipotonii należy ułożyć pacjenta poziomo na plecach. Może być konieczne podanie we wlewie dożylnym 0,9% roztworu NaCl w celu uzupełnienia wewnątrznaczyniowej objętości krwi. Wystąpienie hipotonii po pierwszej dawce leku nie wyklucza możliwości kontynuacji terapii i stopniowego zwiększania dawek po usunięciu wyżej wymienionych zaburzeń.
- Hipotonia w ostrym zawale serca: Nie wolno rozpoczynać leczenia substancją czynną zofenopryl w ostrej fazie zawału serca, jeżeli występuje zwiększone ryzyko nasilenia ciężkich zaburzeń hemodynamicznych w następstwie podania leku rozszerzającego naczynia. Ma to miejsce u pacjentów z ciśnieniem skurczowym poniżej 100 mmHg lub tych, u których stwierdza się objawy wstrząsu kardiogennego. Podanie zofenoprylu w ostrym zawale serca może prowadzić do głębokiej hipotonii. W przypadku przedłużającej się hipotonii (utrzymywanie się skurczowego ciśnienia tętniczego <90mmHg przez ponad godzinę) należy przerwać podawanie zofenoprylu. W przypadku pozawałowej niewydolności serca zofenopryl można podawać wyłącznie wówczas, gdy pacjent jest stabilny hemodynamicznie.

## Działania niepożądane
Podobnie jak inne leki zofenopryl może powodować działania niepożądane.
- Zaburzenia ogólne:

Często: zawroty głowy. Niezbyt często: uczucie zmęczenia
- Zaburzenia żołądka i jelit:

Często: nudności i (lub) wymioty. Rzadko: niestrawność, biegunki, zaparcia i suchość w ustach.
- Zaburzenia mięśniowo-szkieletowe i tkanki łącznej:

Niezbyt często: bóle i kurcze mięśni
- Zaburzenia układu nerwowego:

Często: zawroty głowy, bóle głowy. Rzadko: depresja, zaburzenia nastroju, zaburzenia snu, parestezje, zaburzenia potencji, zaburzenia równowagi, splątanie, szumy uszne, zaburzenia widzenia i zaburzenia smaku.
- Zaburzenia oddechowe, klatki piersiowej i śródpiersia:

Często: kaszel. Rzadko: duszności, zapalenia zatok, gardła, głośni, oskrzeli oraz skurcz oskrzeli.
- Zaburzenia skóry i tkanki podskórnej:

Niezbyt często: wysypka. Rzadko: obrzęk naczynioruchowy, reakcje alergiczne, objawy
nadwrażliwości takie jak wysypka, świąd, pokrzywka, rumień wielopostaciowy.
- Zaburzenia układu moczowego:

Niewydolność nerek.
- Zaburzenia układu krążenia:

Ciężka hipotonia, występująca po rozpoczęciu leczenia lub po zwiększeniu dawek leku. Występuje u pacjentów należących do określonych grup ryzyka.
- Wyniki badań laboratoryjnych:

Może wystąpić zwiększenie stężenia mocznika i kreatyniny w surowicy krwi, zwłaszcza w przypadku współistnienia niewydolności nerek, ciężkiej niewydolności serca i nadciśnienia naczyniowo-nerkowego. Zaburzenia przemijają bez specjalnego leczenia po odstawieniu produktu leczniczego.

## Dawkowanie i sposób podawania
Nadciśnienie tętnicze – Dawkowanie należy ustalić na podstawie wyników pomiarów ciśnienia tętniczego krwi. Leczenie należy rozpoczynać od podawania 15 mg na dobę zofenoprylu w dawce jednorazowej, zwiększając ją stopniowo do czasu uzyskania optymalnej kontroli wartości ciśnienia tętniczego. Skuteczna dawka zofenoprylu wynosi zwykle 30 mg na dobę. Maksymalna dawka dobowa zofenoprylu wynosi 60 mg, jednorazowo lub w dwóch dawkach podzielonych. W przypadku braku zadowalającego efektu terapeutycznego można do leczenia dołączyć inny lek przeciwnadciśnieniowy, np. lek moczopędny. U pacjentów w podeszłym wieku z prawidłową czynnością nerek nie ma konieczności dostosowania dawkowania.
Zofenopryl może być przyjmowany przed, w trakcie albo po posiłkach.
Ostry zawał serca – Leczenie zofenoprylem należy rozpocząć w ciągu 24 godzin od wystąpienia objawów ostrego zawału serca i następnie kontynuować je przez 6 tygodni. Schemat podawania leku jest następujący: 1 i 2 dzień: 7,5 mg zofenoprylu co 12 godzin, 3 i 4 dzień: 15 mg zofenoprylu co 12 godzin, od 5 dnia: 30 mg zofenoprylu co 12 godzin. Jeżeli w chwili rozpoczynania leczenia lub w ciągu trzech kolejnych dni od zawału u chorego stwierdza się niskie wartości skurczowego ciśnienia tętniczego (≤ 120 mHg) nie należy zwiększać dawki dobowej. W przypadku wystąpienia hipotonii (≤ 100 mm Hg) można kontynuować podawanie leku w dawce, która była wcześniej dobrze tolerowana. W razie stwierdzenia ciężkiego niedociśnienia (skurczowe ciśnienie tętnicze niższe od 90 mmHg w dwu kolejnych pomiarach, wykonanych w odstępie co najmniej jednej godziny) należy przerwać podawanie zofenoprylu. Po 6 tygodniach leczenia należy przeprowadzić ponowną ocenę stanu pacjenta. U pacjentów, u których nie stwierdza się objawów dysfunkcji lewej komory, ani niewydolności serca leczenie należy przerwać. Jeśli natomiast objawy te występują leczenie należy kontynuować przez odpowiedni okres. Jeśli występują wskazania, należy równocześnie stosować inne leki. Należy zachować ostrożność podczas podawania zofenoprylu w leczeniu zawału u pacjentów po 75 roku życia.
Indywidualne ustalenie dawkowania zaleca się w przypadku pacjentów: z podejrzeniem niedoborów płynów lub sodu, pacjentów z niewydolnością nerek i pacjentów dializowanych oraz pacjentów z łagodną lub umiarkowaną niewydolnością wątroby. W takich przypadkach często początkową dawkę należy zmniejszyć o połowę (7,5 mg). W przypadku pacjentów z ciężką niewydolnością wątroby stosowanie zofenoprylu w terapii nadciśnienia tętniczego jest przeciwwskazane.

## Preparaty zarejestrowane w Polsce
- Zofenil 7,5 mg i 30 mg; tabletki powlekane